# Aqua Data Studio
Aqua Data Studio ist ein visuelles Datenbank-Abfrage- und Verwaltungswerkzeug, das in der Programmiersprache Java entwickelt wird. Es ist für die Plattformen Windows, Linux sowie Mac OS X verfügbar.  Es erlaubt dem Benutzer SQL-Skripte zu formulieren, zu bearbeiten und auszuführen. Außerdem können Datenbankstrukturen grafisch dargestellt und verändert werden.  Das Programm kann von Haus aus bereits zu den wichtigsten relationalen Datenbanken verbinden, wie zum Beispiel SQL Server, MySQL, PostgreSQL, Oracle, DB2, Sybase und Informix, sowie über ODBC- und JDBC-Verbindungen. Dies erlaubt Anwendern und Entwicklern verschiedene Aufgaben auf verschiedenen Datenbanken gleichzeitig auszuführen, und das alles unter einer einzigen grafischen Oberfläche.  Das Programm ist insofern bemerkenswert, als es auf den 3 wichtigen Desktop-Plattformen lauffähig ist und zu einer Vielzahl der wichtigen Datenbank-Back-ends verbinden kann.  Bis zur Version 2.0 war Aqua Data Studio für alle Benutzerkategorien frei verfügbar, mit der Version 4.7 wurde eine Lizenzpflicht für kommerzielle Anwender eingeführt ab der Version 6.0 ist diese sowohl für private als auch für akademische und kommerzielle Anwender lizenzkostenpflichtig.

## Merkmale

### Query Analyzer/Fenster
Aqua Data Studios umfangreicher Query Analyzer unterstützt den Benutzer mit Syntaxhervorhebung und Autovervollständigung bei der Entwicklung und dem Test von SQL-Skripts. Andere Merkmale des Query Analyzers schließen SQL-Automatisierung, Auto-Describe (automatisches SQL Describe von Objekten) und sortierbare Tabellen-Ergebnisse. Über den Query Analyzer lässt sich auch Client-seitiges Binden von Variablen durchführen, um Stored Procedures oder Funktionen mit Parametern aufzurufen. Das Query-Fenster stellt zwei Operationsmodi zur Verfügung, um Editor und Ergebnisse als SplitPane oder MultiTab voneinander zu trennen.

### Schema-Browser und Visuelles Editieren
Die grafischen Browsing-Fähigkeiten visualisieren Struktur und Abhängigkeit des Datenbankschemas mit einem Mausklick. Der Schema-Browser erlaubt es auch, jedes Schema-Objekt visuell zu editieren um CREATE, ALTER oder DROP darauf durchzuführen. Visuelles Editieren unterstützt Tabellen, Indizes, Prozeduren, Datentypen und diverse andere Schema-Objekte. Der visuelle Editor stellt auch eine SQL-Vorschau für die dadurch auszuführenden Befehle bereit.

### Schema-Extraktion und DDL Scripting
Der grafische Browser erlaubt das extrahieren von Struktur-Definition aller Schema-Objekte und so die SQL DDL und DML Statements für die Schema-Objekte in Skript-Form zu erhalten (für Tabellen, Views, Trigger, Stored Procedures und Funktionen).